# Maiores públicos do Fluminense Football Club
Tendo levado pelo menos 81 públicos acima de 90.000 em seus jogos, número que pode ter chegado a 105, 10 deles foram em confrontos que não envolviam os seus três principais adversários estaduais e mais 3 podem ter acontecido em confrontos que não os envolviam, sem considerar partidas disputadas em rodadas duplas.

## Maiores públicos do Fluminense
Exceto os jogos onde constam relacionados os públicos presentes e pagantes, a referência é apenas aos pagantes, todos os jogos disputados no Estádio do Maracanã, exceto os três jogos apontados fora do Estado do Rio de Janeiro.
1. Fluminense 0–0 Flamengo , 194.603, Campeonato Carioca, 15 de dezembro de 1963 (177.656 pagantes).
2. Fluminense 3–2 Flamengo, 171.599, Campeonato Carioca, 15 de junho de 1969.
3. Fluminense 1–0 Botafogo , 160.000, Campeonato Carioca, 27 de junho de 1971 (142.339 pagantes).
4. Fluminense 0–0 Flamengo, 155.116, Campeonato Carioca, 16 de maio de 1976.
5. Fluminense 1–0 Flamengo, 153.520, Campeonato Carioca, 16 de dezembro de 1984.
6. Fluminense 1–1 Corinthians , 146.043, Campeonato Brasileiro, 5 de dezembro de 1976.
7. Fluminense 2–0 America , 141.689, Campeonato Carioca, 9 de junho de 1968 (120.178 pagantes, rodada dupla).
8. Fluminense 2–0 Flamengo, 138.599, Campeonato Carioca, 2 de agosto de 1970.
9. Fluminense 1–1 Flamengo, 138.557, Campeonato Carioca, 22 de abril de 1979.
10. Fluminense 2–5 Flamengo, 137.002, Campeonato Carioca, 23 de abril de 1972.
11. Fluminense 1–2 Flamengo, 136.829, Campeonato Carioca, 7 de setembro de 1972.
12. Fluminense 3–3 Flamengo, 136.606, Campeonato Carioca, 18 de outubro de 1964.
13. Fluminense 1–1 Atlético-MG , 132.000, T. R. G. Pedrosa, 20 de dezembro de 1970 (112.403 pagantes).
14. Fluminense 2–0 Bonsucesso , 131.256, Campeonato Carioca, 8 de junho de 1969 (rodada dupla).
15. Fluminense 0–0 Vasco , 128.781, Campeonato Brasileiro, 27 de maio de 1984.
16. Fluminense 2–2 Vasco, 127.123, Campeonato Carioca, 29 de agosto de 1976.
17. Fluminense 1–0 Vasco, 127.052, Campeonato Carioca, 3 de outubro de 1976.
18. Fluminense 0–3 Vasco, 126.619, Campeonato Carioca, 21 de março de 1999 (105.500 pagantes).
19. Fluminense 0–1 Flamengo, 124.432, Campeonato Carioca, 23 de setembro de 1979.
20. Fluminense 0–1 Botafogo, 123.229, Campeonato Carioca, 18 de abril de 1971 (99.991 pagantes).
21. Fluminense 1–0 Vasco, 123.059, Campeonato Carioca, 21 de setembro de 1952 (109.325 pagantes).
22. Fluminense 1–2 Flamengo, 122.434, Campeonato Carioca, 6 de dezembro de 1953 (100.749 pagantes).
23. Fluminense 0–3 Flamengo, 122.142, Campeonato Carioca, 29 de agosto de 1982.
24. Fluminense 3–2 Flamengo, 120.418, Campeonato Carioca, 25 de junho de 1995 (112.285 pagantes).
25. Fluminense 0–0 Corinthians, 118.370, Campeonato Brasileiro, 20 de maio de 1984.
26. Fluminense 3–2 Flamengo, 116.266, Campeonato Carioca, 16 de agosto de 1953 (102.964 pagantes).
27. Fluminense 1–1 Botafogo, 114.575, Campeonato Carioca, 4 de setembro de 1983.
28. Fluminense 0–2 Flamengo, 114.277, Campeonato Carioca, 28 de agosto de 1977.
29. Fluminense 0–1 Flamengo, 113.840, Campeonato Carioca, 29 de julho de 1962 (105.486 pagantes).
30. Fluminense 0–0 Flamengo, 113.805, Campeonato Carioca, 22 de setembro de 1985.
31. Fluminense 3–5 Flamengo, 113.602, Amistoso, 20 de janeiro de 1999 (107.500 pagantes).
32. Fluminense 0–0 Flamengo, 112.415, Campeonato Carioca, 4 de abril de 1971.
33. Fluminense 1–2 Flamengo, 110.727, Campeonato Carioca, 2 de outubro de 1983.
34. Bahia  2–1 Fluminense, 110.438, Campeonato Brasileiro, 12 de fevereiro de 1989, Fonte Nova.
35. Fluminense 0–0 Flamengo, 110.000, Campeonato Carioca, 12 de fevereiro de 1995 (98.907 pagantes).
36. Fluminense 1–0 Flamengo, 109.919, Campeonato Brasileiro, 7 de novembro de 1976.
37. Fluminense 2–1 Botafogo, 109.705, Campeonato Carioca, 21 de abril de 1975.
38. Fluminense 1–3 Flamengo, 109.514, Campeonato Carioca, 15 de novembro de 1981.
39. Fluminense 1–0 Flamengo, 109.212, Campeonato Carioca, 14 de outubro de 1951 (94.558 pagantes).
40. Fluminense 1–0 Vasco, 108.957, Campeonato Carioca, 30 de novembro de 1980.
41. Fluminense 1–1 Flamengo, 106.515, Taça Guanabara, 31 de maio de 1970 (rodada tripla).
42. Fluminense 2–2 Vasco, 106.359, Campeonato Carioca, 6 de setembro de 1953 (86.308 pagantes).
43. Fluminense 0–0 Flamengo, 106.236, Campeonato Carioca, 1º de maio de 1969.
44. Fluminense 1–1 Flamengo, 106.111, Campeonato Carioca, 4 de abril de 1999 (88.242 pagantes).
45. Fluminense 1–1 Botafogo, 105.299, Campeonato Carioca, 23 de março de 1969 (80.816 pagantes).
46. Fluminense 1–1 Flamengo, 103.843, Campeonato Carioca, 11 de março de 1979.
47. Fluminense 2–2 Vasco, 103.080, Campeonato Carioca, 13 de janeiro de 1953 (78.723 pagantes).
48. Atlético-MG  0–0 Fluminense, 102.531, Campeonato Brasileiro, 21 de novembro de 1976, Mineirão.
49. Fluminense 0–1 Flamengo, 102.298, Campeonato Carioca, 5 de maio de 1968 (77.063 pagantes).
50. Fluminense 0–1 Flamengo, 102.245, Campeonato Carioca, 16 de setembro de 1956 (94.557 pagantes).
51. Fluminense 1–0 Flamengo, 101.893, Campeonato Carioca, 23 de julho de 1972 (rodada dupla).
52. Fluminense 3–0 F.C. Porto , 101.745, Amistoso, 17 de junho de 1956 (94.616 pagantes).
53. Fluminense 1–0 Vasco, 101.363, Campeonato Carioca, 25 de julho de 1973.
54. Fluminense 1–1 Vasco, 101.199, Campeonato Carioca, 26 de outubro de 1980.
55. Fluminense 0–1 Botafogo, 100.703, Campeonato Carioca, 17 de agosto de 1975.
56. Fluminense 0–2 America, 100.635, Campeonato Carioca, 17 de março de 1956 (92.736 pagantes).
57. Fluminense 2–1 Vasco, 100.275, Campeonato Carioca, 15 de novembro de 1953 (86.917 pagantes).
58. Fluminense 3–0 Flamengo, 100.010, Campeonato Carioca, 14 de outubro de 1979.
59. Fluminense 2–6 Botafogo, 99.465, Campeonato Carioca, 22 de dezembro de 1957 (89.407 pagantes).
60. Fluminense 0–1 Flamengo, 99.898, Campeonato Carioca, 20 de setembro de 1984.
61. Fluminense 0–0 Vasco, 98.146, Campeonato Carioca, 21 de abril de 1976.
62. Fluminense 1–2 America, 98.099, Campeonato Carioca, 18 de dezembro de 1960.
63. Fluminense 2–1 Vasco, 98.006, Campeonato Carioca, 21 de abril de 1969.
64. Fluminense 1–1 Flamengo, 97.929, Campeonato Carioca, 14 de setembro de 1980.
65. Fluminense 0–2 Internacional , 97.908, Campeonato Brasileiro, 7 de dezembro de 1975.
66. Fluminense 0–1 America, 97.681, Campeonato Carioca, 22 de setembro de 1974.
67. Fluminense 0–1 Flamengo, 96.612, Campeonato Carioca, 27 de julho de 1987.
68. Fluminense 1–2 Flamengo, 96.064, Campeonato Carioca, 22 de dezembro de 1953 (84.209 pagantes).
69. Fluminense 0–1 Vasco, 96.047, Campeonato Carioca, 8 de maio de 1977.
70. Fluminense 1–0 America, 96.035, Campeonato Carioca, 27 de abril de 1975.
71. Corinthians  0–2 Fluminense, 95.392, Campeonato Brasileiro, 13 de maio de 1984, Morumbi (90.560 pagantes).
72. Fluminense 1–1 Flamengo, 95.049, Campeonato Carioca, 11 de dezembro de 1985.
73. Fluminense 3–2 Flamengo, 94.816, Campeonato Carioca, 29 de fevereiro de 1956 (87.510 pagantes).
74. Fluminense 0–0 Flamengo, 94.735, Taça Guanabara, 10 de agosto de 1969 (rodada dupla).
75. Fluminense 1–2 Flamengo, 94.579, Campeonato Carioca, 1º de maio de 1973.
76. Fluminense 0–1 Flamengo, 94.333, Campeonato Carioca, 16 de setembro de 1956 (84.557 pagantes).
77. Fluminense 2–0 Vasco, 94.123, Campeonato Carioca, 9 de dezembro de 1984.
78. Fluminense 1–0 Flamengo, 94.043, Campeonato Brasileiro, 30 de novembro de 1986.
79. Fluminense 0–1 Bangu , 92.961, Campeonato Carioca, 6 de janeiro de 1952 (81.168 pagantes).
80. Fluminense 1–0 Flamengo, 92.142, Campeonato Carioca, 27 de novembro de 1951 (79.405 pagantes).
81. Fluminense 1–3 Flamengo, 90.648, Campeonato Carioca, 3 de novembro de 1958 (81.846 pagantes).

Por adversário
1. Fluminense versus Flamengo : 44.
2. Fluminense versus Vasco : 15.
3. Fluminense versus Botafogo : 7.
4. Fluminense versus America  : 5.
5. Fluminense versus Corinthians : 3.
6. Fluminense versus Atlético-MG  : 2.
7. Fluminense versus Bahia : 1.
8. Fluminense versus Bangu : 1.
9. Fluminense versus Bonsucesso : 1.
10. Fluminense versus Internacional : 1.
11. Fluminense versus Porto : 1.

Pendências
Pendências de públicos presentes considerando apenas aqueles que são desconhecidos atualmente e que podem ter alcançado pelo menos 90.000 pessoas, tendo sido usado como parâmetro o público pagante mínimo de 77.063, o menor público pagante a ultrapassar 90.000 presentes em jogos do Fluminense, enumerados em ordem cronológica.
1. Fluminense 1–1 Flamengo , 10 de setembro de 1960, público pagante 78.565.
2. Fluminense 4–3 Flamengo, 20 de agosto de 1961, público pagante 87.010.
3. Fluminense 0–0 Flamengo, 24 de outubro de 1965, público pagante 89.013.
4. Fluminense 0–0 Bonsucesso , 30 de maio de 1968, público pagante 83.763 (rodada dupla).
5. Fluminense 0–0 Santos , 26 de outubro de 1969, público pagante 87.872.
6. Fluminense 2–0 Flamengo, 6 de setembro de 1970, público pagante 89.364.
7. Fluminense 1–0 Vasco , 20 de setembro de 1970, público pagante 89.697.
8. Fluminense 1–1 Flamengo, 22 de novembro de 1970, público pagante 81.616.
9. Fluminense 1–1 America , 16 de julho de 1972, público pagante 83.043 (rodada dupla).
10. Fluminense 2–1 Flamengo, 1 de setembro de 1974, público pagante 87.519.
11. Fluminense 1–1 Flamengo, 12 de abril de 1975, público pagante 87.281.
12. Fluminense 4–1 Vasco, 10 de agosto de 1975, público pagante 79.764.
13. Fluminense 3–0 Flamengo, 2 de novembro de 1975, público pagante 80.080.
14. Fluminense 1–4 Flamengo, 7 de março de 1976, público pagante 87.529.
15. Fluminense 0–2 Botafogo , 27 de março de 1977, público pagante 77.672.
16. Fluminense 0–2 Vasco, 25 de setembro de 1977, público pagante 89.368.
17. Fluminense 2–0 Flamengo, 15 de outubro de 1978, público pagante 83.676.
18. Fluminense 1–1 Vasco, 11 de maio de 1980, público pagante 80.473.
19. Fluminense 2–0 America, 11 de setembro de 1983, público pagante 79.275.
20. Fluminense 1–0 Flamengo, 11 de dezembro de 1983, público pagante 83.713.
21. Fluminense 2–1 Bangu , 18 de dezembro de 1985, público pagante 88.162.
22. Fluminense 1–4 Flamengo, 16 de fevereiro de 1986, público pagante 84.303.
23. Fluminense 2–1 Flamengo, 14 de março de 1993, público pagante 78.028.
24. Fluminense 0–0 Vasco, 16 de junho de 1993, público pagante 79.940.

Pendências por adversário
1. Flamengo : 13.
2. Vasco : 5.
3. America : 2.
4. Bangu , Bonsucesso , Botafogo  e Santos : 1.

Por adversário considerando as pendências
Caso estas se confirmem.
1. Flamengo : 57.
2. Vasco : 20.
3. Botafogo : 8.
4. America : 7.
5. Corinthians : 3.
6. Bangu , Bonsucesso  e Atlético-MG : 2.
7. Bahia , Internacional , Porto  e Santos : 1.

## Exceto clássicos maiores
Exceto confrontos contra Flamengo, Vasco e Botafogo, nos jogos onde não constam relacionados os públicos presentes e pagantes a referência é apenas aos pagantes, todos os jogos disputados no Estádio do Maracanã.
1. Fluminense 1–1 Corinthians , 146.043, Campeonato Brasileiro, 5 de dezembro de 1976.
2. Fluminense 2–0 America , 141.689, Campeonato Carioca, 9 de junho de 1968 (120.178 pagantes, rodada dupla).
3. Fluminense 1–1 Atlético-MG , 132.000, T. R. G. Pedrosa, 20 de dezembro de 1970 (112.403 pagantes).
4. Fluminense 2–0 Bonsucesso , 131.256, Campeonato Carioca, 8 de junho de 1969 (rodada dupla).
5. Fluminense 0–0 Corinthians, 118.370, Campeonato Brasileiro, 20 de maio de 1984.
6. Fluminense 3–0 F.C. Porto , 101.745, Amistoso, 17 de junho de 1956 (94.616 pagantes).
7. Fluminense 0–2 America, 100.635, Campeonato Carioca, 17 de março de 1956 (92.736 pagantes).
8. Fluminense 1–2 America, 98.099, Campeonato Carioca, 18 de dezembro de 1960.
9. Fluminense 0–2 Internacional , 97.908, Campeonato Brasileiro, 7 de dezembro de 1975.
10. Fluminense 0–1 America, 97.681, Campeonato Carioca, 22 de setembro de 1974.
11. Fluminense 1–0 America, 96.035, Campeonato Carioca, 27 de abril de 1975.
12. Fluminense 0–1 Bangu , 92.961, Campeonato Carioca, 6 de janeiro de 1952 (81.168 pagantes).

Pendências
1. Fluminense 2–1 Bangu , 18 de dezembro de 1985, público pagante 88.162.
2. Fluminense 0–0 Santos , 26 de outubro de 1969, público pagante 87.872.
3. Fluminense 0–0 Bonsucesso , 30 de maio de 1968, público pagante 83.763 (rodada dupla).
4. Fluminense 1–1 America , 16 de julho de 1972, público pagante 83.043 (rodada dupla).
5. Fluminense 2–0 America , 11 de setembro de 1983, público pagante 79.275.

## Exceto confrontos estaduais
Exceto os jogos onde constam relacionados os públicos presentes e pagantes, a referência é apenas aos pagantes, acima de 80.000 presentes, todos os jogos disputados no Estádio do Maracanã.
1. Fluminense 1–1 Corinthians , 146.043, Campeonato Brasileiro, 5 de dezembro de 1976.[nota 1]
2. Fluminense 1–1 Atlético-MG , 132.000, T. R. G. Pedrosa, 20 de dezembro de 1970 (112.403 pagantes).[nota 2]
3. Fluminense 0–0 Corinthians, 118.370, Campeonato Brasileiro, 20 de maio de 1984.[nota 3]
4. Fluminense 3–0 F.C. Porto , 101.745, Amistoso, 17 de junho de 1956 (94.616 pagantes).
5. Fluminense 0–2 Internacional , 97.908, Campeonato Brasileiro, 7 de dezembro de 1975.
6. Fluminense 0 –0 Santos , 87.872, T. R. G. Pedrosa, 26 de outubro de 1969.
7. Fluminense 1–0 Bayern München , 87.000, Amistoso, 10 de junho de 1975 (60.137 pagantes).[nota 4]
8. Fluminense 3–1 LDU , 86.027, Copa Libertadores, 2 de julho de 2008 (78.918 pagantes).[nota 5]
9. Fluminense 3–1 Boca Juniors , 84.632, Copa Libertadores, 4 de junho de 2008 (78.856 pagantes).
10. Fluminense 0–1 Bragantino , 80.449, Campeonato Brasileiro, 26 de maio de 1991 (74.781 pagantes).

## Em confrontos interestaduais
Exceto os jogos onde constam relacionados os públicos presentes e pagantes, a referência é apenas aos pagantes, acima de 60.000 presentes, todos os jogos disputados no Estádio do Maracanã.
1. Fluminense 1–1 Corinthians , 146.043, Campeonato Brasileiro, 5 de dezembro de 1976.
2. Fluminense 1–1 Atlético-MG , 132.000, T. R. G. Pedrosa, 20 de dezembro de 1970 (112.403 pagantes).
3. Fluminense 0–0 Corinthians, 118.370, Campeonato Brasileiro, 20 de maio de 1984.
4. Fluminense 0–2 Internacional , 97.908, Campeonato Brasileiro, 7 de dezembro de 1975.
5. Fluminense 0–0 Santos , 87.872, T. R. G. Pedrosa, 26 de outubro de 1969.
6. Fluminense 0–1 Bragantino , 80.449, Campeonato Brasileiro, 26 de maio de 1991 (74.781 pagantes).
7. Fluminense 3–1 São Paulo , 72.910, Copa Libertadores, 21 de maio de 2008 (68.191 pagantes).
8. Fluminense 1–2 Grêmio , 69.115, Campeonato Brasileiro, 7 de abril de 1982.
9. Fluminense 1–0 Corinthians, 68.659, Campeonato Brasileiro, 1 de dezembro de 2002  (56.760 pagantes).
10. Fluminense 2–2 Corinthians, 68.158, Copa do Brasil, 20 de maio de 2009 (64.533 pagantes).
11. Fluminense 5–1 Cruzeiro , 66.828, Campeonato Brasileiro, 11 de agosto de 2002, (59.866 pagantes).
12. Fluminense 1–0 Palmeiras , 66.684, Campeonato Brasileiro, 8 de novembro de 2009 (64.194 pagantes).
13. Fluminense 2–2 Corinthians, 65.946, Copa Rio, 2 de agosto de 1952 (53.074 pagantes).
14. Fluminense 1–1 Figueirense  , 64.669, Copa do Brasil, 30 de maio de 2007 (63.557 pagantes).
15. Fluminense 2–1 Ceará , 63.707, Campeonto Brasileiro, 9 de julho de 2022 (57.844 pagantes).
16. Fluminense 3–0 São Caetano , 61.475, Campeonato Brasileiro, 24 de novembro de 2002 (54.937 pagantes).
17. Fluminense 2–2 Fortaleza , 60.833, 17 de agosto de 2022 (57.045 pagantes).
18. Fluminense 5–0 Coritiba , 60.385, Campeonato Brasileiro, 6 de maio de 1984.

Relação de pendências
Relação de públicos pagantes em partidas que podem ter alcançado pelo menos 60.000 presentes.
1. Fluminense 4–2 Palmeiras, 58.073, Campeonato Brasileiro, 3 de dezembro de 1975.
2. Fluminense 1–0 Palmeiras, 53.738, Torneio Rio-São Paulo, 17 de abril de 1960.
3. Fluminense 1–0 São Paulo, 50.669, Campeonato Brasileiro, 8 de fevereiro de 1987.
4. Fluminense 1–0 Palmeiras, 50.421, Torneio Roberto Gomes Pedrosa, 13 de dezembro de 1970.
5. Fluminense 0–1 Palmeiras, 50.000, Taça Brasil, 16 de novembro de 1960.

## Contra adversários estrangeiros
Exceção onde constam as informações dos públicos presente e pagante, o de 28 de fevereiro de 1971 refere-se apenas ao público pagante. Jogos no Estádio do Maracanã, acima de 40.000 presentes.
1. Fluminense 3–0 F.C. Porto , 101.745, Amistoso, 17 de junho de 1956, (94.616 pagantes).
2. Fluminense 1–0 Bayern München , 87.000, Amistoso, 10 de junho de 1975 (60.137 pagantes).
3. Fluminense 3–1 LDU , 86.027, Copa Libertadores, 2 de julho de 2008 (78.918 pagantes).
4. Fluminense 3–1 Boca Juniors , 84.632, Copa Libertadores, 4 de junho de 2008 (78.856 pagantes).
5. Fluminense 0–0 Sporting , 74.185, Copa Rio, 13 de julho de 1952 (63.483 pagantes).[5]
6. Fluminense 3–0 LDU , 69.565, Copa Sul-Americana, 2 de dezembro de 2009 (65.822 pagantes).
7. Fluminense 3–0 Penãrol , 63.536, Copa Rio, 20 de julho de 1952 (51.436 pagantes).
8. Fluminense 5–1 River Plate , 62.505, Copa Libertadores, 2 de maio de 2023, Maracanã (57.652 pagantes).
9. Fluminense 1–0 The Strongest , 52.409, Copa Libertadores, 19 de Abril de 2023, Maracanã (48.605 pagantes).
10. Fluminense 2–3 Racing , 50.668, Amistoso, 31 de janeiro de 1952 (42.481 pagantes).
11. Fluminense 1–0 LDU , 45.977, Copa Sul-Americana, 14 de setembro de 2017 (42.270 pagantes).
12. Fluminense 5–2 Austria Wien , 45.623, Copa Rio, 27 de julho de 1952 (33.897 pagantes).
13. Fluminense 2–1 Portsmouth , 45.244, Amistoso, 3 de junho de 1951 (37.935 pagantes).
14. Fluminense 2–0 Arsenal , 43.746, Amistoso, 20 de maio de 1951 (35.010 pagantes).
15. Fluminense 2–1 Cerro Porteño , 41.816, Copa Sul-Americana, 18 de novembro de 2009 (39.397 pagantes).
16. Fluminense 4–1 Deportivo Galícia , 41.092, Copa Libertadores, 28 de fevereiro de 1971.

## Em competições da Conmebol
Aonde não consta informações sobre públicos pagantes e presentes, a referência é aos pagantes, acima de 35.000 presentes, jogos no Rio de Janeiro.
1. Fluminense 3–1 LDU , 86.027, Copa Libertadores, 2 de julho de 2008, Maracanã (78.918 pagantes).
2. Fluminense 3–1 Boca Juniors , 84.632, Copa Libertadores, 4 de junho de 2008, Maracanã (78.856 pagantes).
3. Fluminense 3–1 São Paulo , 72.910, Copa Libertadores, 21 de maio de 2008, Maracanã (68.191 pagantes).
4. Fluminense 3–0 LDU , 69.565, Copa Sul-Americana, 2 de dezembro de 2009, Maracanã  (65.822 pagantes).
5. Fluminense 2-2 Internacional  Brasil, 67.515, Copa Libertadores,, 27 de setembro de 2023, Maracanã (61.454 pagantes).
6. Fluminense 2-0 Olímpia , 64.047,  Copa Libertadores, 24 de Agosto de 2023, Maracanã (58.672 pagantes).
7. Fluminense 5–1 River Plate , 62.505, Copa Libertadores, 2 de maio de 2023, Maracanã (57.652 pagantes).
8. Fluminense 2-0 Argentino Juniors , 61.396, Copa Libertadores, 8 de Agosto de 2023, Maracanã (55.865 pagantes).
9. Fluminense 2-0 LDU , 61.217,  Recopa, 29 de fevereiro de 2024, Maracanã, (56.050 pagantes).
10. Fluminense 1–1 Corinthians , 57.703, Copa Sul-Americana, 29 de agosto de 2019, Maracanã (53.237 pagantes).
11. Fluminense 1-0  Atlético-mg, , 54.140, Copa Libertadores, 18 de Setembro de 2024, Maracanã (50.221 pagantes).
12. Fluminense 1–0 The Strongest , 52.419, Copa Libertadores, 19 de Abril de 2023, Maracanã (48.605 pagantes).
13. Fluminense 1-1 Sporting Cristal , 50.683, Copa Libertadores, 27 de junho de 2023, Maracanã (47.226 pagantes).
14. Fluminense 2-1  Grêmio, , 46.757, Copa Libertadores, 20 de Agosto de 2024, Maracanã, (43.540 pagantes).
15. Fluminense 1–0 LDU , 45.977, Copa Sul-Americana, 14 de setembro de 2017, Maracanã  (42.270 pagantes).
16. Fluminense 2-1 Colo-Colo , 44.477, Copa Libertadores, 9 de Abril de 2024, Maracanã (41.507).
17. Fluminense 1–3 Palmeiras , 42.705, Copa Libertadores, 10 de março de 1971, Maracanã.
18. Fluminense 2-1 Cerro Porteño , 42.233, Copa Libertadores, 16 de Maio de 2024, Maracanã, (39.336 pagantes).
19. Fluminense 2–1 Cerro Porteño  [[ 41.816, Copa Sul-Americana, 18 de novembro de 2009, Maracanã (39.397 pagantes).
20. Fluminense 4–1 Deportivo Galícia , 41.092, Copa Libertadores, 28 de fevereiro de 1971, Maracanã.
21. Flamengo  3–3 Fluminense, 41.087, Copa Sul-Americana, 1 de novembro de 2017, Maracanã (34.695 pagantes). (*)
22. Fluminense 2–0 Deportivo Cuenca , 39.157, Copa Sul-Americana, 4 de outubro de 2018, Maracanã (36.902 pagantes).
23. Fluminense 3-2 Alianza Lima , 38.404, Copa Libertadores, 29 de Maio de 2024, Maracanã, (36.204 pagantes)
24. Fluminense 0–2 Atlético-PR , 37 208, Copa Sul-Americana, 28 de novembro de 2018, Maracanã (35 451 pagantes).
25. Fluminense 2–0 Liverpool , 37.145, Copa Sul-Americana, 5 de abril de 2017, Maracanã (34.017 pagantes).
26. Fluminense 2–0 Libertad , 36.720, Copa Libertadores, 2 de abril de 2008, Maracanã (33.551 pagantes).
27. Fluminense 3–3 Vasco da Gama , 36.387, Copa Libertadores, 23 de julho de 1985, Maracanã.
28. Fluminense 1–1 Boca Juniors , 36.276, Copa Libertadores, 23 de maio de 2012, Engenhão (31.280 pagantes).
29. Fluminense 0–2 Boca Juniors , 36.263, Copa Libertadores, 11 de abril de 2012, Engenhão (31.686 pagantes).
30. Fluminense 6–0 Arsenal de Sarandí , 35.436, Copa Libertadores, 5 de março de 2008, Maracanã (32.614 pagantes).
31. Fluminense 3–1 Peñarol , 35.071, Copa Sul-Americana, 30 de julho de 2019, Maracanã (31.820 pagantes).

(*) Mando de campo do adversário.

## Contra principais adversários de outros estados
Aonde não constam relacionados os públicos pagantes e presentes, a referência é apenas aos públicos pagantes. Relacionados apenas clubes que tenham sido campeões do Campeonato Brasileiro ou do Torneio Rio-São Paulo, no exercício de se tentar relacionar apenas os principais adversários, historicamente considerados, posteriormente acrescentados outros destaques, nacionais, regionais ou estaduais, conjunto que representa todas as regiões do Brasil.
1) Corinthians :
RJ: 146.043 (5 de dezembro de 1976, 1 a 1).
SP: 95.392 (90.560 pagantes, 13 de maio de 1984, FFC 2 a 0).
2) Atlético-MG :
RJ: 132.000 (112.403 pagantes, 20 de dezembro de 1970, 1 a 1).
MG: 102.531 (21 de novembro de 1976, 0 a 0).
3) Internacional :
RJ: 97.908 (7 de dezembro de 1975, SCI 2 a 0).
RS: 50.002 (4 de outubro de 2023, FFC 2 a 1).
4) Santos :
RJ: 87.783  (26 de outubro de 1969, 0 a 0).
SP: 28.090 (10 de dezembro de 1995, SFC 5 a 2).
5) São Paulo :
RJ: 72.910 (68.191 pagantes, 21 de maio de 2008, FFC 3 a 1).
SP:  66.888 (30 de novembro de 2008, 1 a 1).
6) Grêmio :
RJ: 69.115 (7 de abril de 1982, 1 a 2).
RS: 49.494 (4 de abril de 1982, 1 a 1).
7) Palmeiras :
RJ: 66.884 (64.194 pagantes, 8 de novembro de 2009, FFC 1 a 0).
SP: 41.541 (24 de agosto de 1975, SEP 3 a 1).
8) Cruzeiro :
RJ: 66.828 (59.886 pagantes, 11 de agosto de 2002, FFC 5 a 1).
MG: 58.844 (12 de julho de 2022, FFC 3 a 0).
9) Coritiba :
RJ: 60.385 (6 de maio de 1984, FFC 5 a 0).
PR: 32.630 (30.493 pagantes, 6 de dezembro de 2009, 1 a 1).
10) Athletico-PR :
RJ: 55.030 (52.511 pagantes, 15 de novembro de 2009, FFC 2 a 1).
PR: 41.375 (1º de dezembro de 2024, 1 a 1).
11) Bahia :
RJ: 50.262 (4 de agosto de 2024, FFC 1 a 0).
BA: 110.348 (12 de fevereiro de 1989, ECB 2 a 1).
12) Sport :
RJ: 46.115 (8 de novembro de 1975, FFC 3 a 0).
PE: 32.937 (32.408 pagantes, 25 de novembro de 2012, 1 a 1).
13) Portuguesa :
RJ: 42.023 (40.364 pagantes, 15 de novembro de 2008, FFC 3 a 1).
SP: 24.177 (8 de maio de 1955, APD 3 a 1).
14) Guarani :
RJ: 40.995 (35.527 pagantes, 5 de dezembro de 2010, FFC 1 a 0).
SP: 34.513 (33.893 pagantes, 26 de novembro de 1975, FFC 2 a 1)
- Completariam uma lista com 20 clubes, dadas as suas posições no ranking de pontos conquistados no Campeonato Brasileiro, considerando três pontos por vitória (1959/2012):
15) Vitória (17º) :
RJ: 55.083 (52.408 pagantes, 29 de novembro de 2009, FFC 4 a 0).
BA:  33.948 (19 de fevereiro de 1975, FFC 2 a 0).
16) Ponte Preta (22º) :
RJ: 48.203 (44.026 pagantes, 5 de dezembro de 2001, FFC 3 a 2).
SP: 15.763 (17 de novembro de 2002, FFC 3 a 2).
17) Goiás (13º) :
RJ: 40.075 (34.992 pagantes, 3 de agosto de 2014, FFC 2 a 0).
GO: 53.600 (1º de maio de 1975, 0 a 0).
18) Juventude (24º) :
RJ: 39.427 (36.970 pagantes, 7 de agosto de 2024, 2 a 2).
RS: 14.851 (12 de outubro de 2005, FFC 4 a 3).
19) Náutico (21º) :
RJ: 30.844 (26.498 pagantes, 14 de novembro de 2013, FFC 2 a 0).
PE: 36.569 (27 de março de 1983, FFC 1 a 0).
20) Santa Cruz (23º) :
RJ: 19.699 (9 de julho de 1978, 1 a 1).
PE: 34.400 (6 de abril de 1977, 1 a 1).
- Contra clubes campeões paulistas e vice brasileiros não listados acima:
21) Bragantino :
RJ: 80.449 (74.781 pagantes, 26 de maio de 1991, CAB 1 a 0).
SP: 13.158 (1 de junho de 1991, 1 a 1).
22) São Caetano :
RJ: 61.475 (54.937 pagantes, 24 de novembro de 2002, FFC 3 a 0).
SP:  8.356 (27 de novembro de 2002, ADSC 2 a 0).
- Contra clubes campeões mineiros e campeões brasileiros da Série B não listados acima:
23) América Mineiro :
RJ: 40.232 (35.194 pagantes, 12 de novembro de 2011, AFC 2 a 1).
MG: 11.672 (24 de novembro de 1973, AFC 1 a 0).
24) Villa Nova :
RJ: 18.668 (9 de outubro de 1999, FFC 3 a 1).
MG:  3.884 (1.874 pagantes, 29 de agosto de 1999, VNAC 2 a 0).
- Contra clubes campeões mineiros e vice campeões brasileiros da Série B não listados acima:
25) Ipatinga :
RJ: 51.172 (49.178 pagantes, 7 de dezembro de 2008, 1 a 1).
MG:  3.788 (10 de agosto de 2008, IFC 2 a 1).
- Contra clubes campeões da Copa do Brasil não listados acima:
26) Criciúma :
RJ: 41.240 (26 de novembro de 2024, 0 a 0).
SC: 15.111 (1 de fevereiro de 1987, CEC 2 a 1).
27) Paulista :
RJ: 25.000 (22 de junho de 2005, 0 a 0).
SP: 14.573 (11 de junho de 2005, PFC 2 a 0).
- Contra os maiores clubes da Região Nordeste do Brasil não listados acima:
O chamado G-7 do futebol do Nordeste é formado por Bahia, Vitória, Sport, Náutico, Santa Cruz, Ceará e Fortaleza.
28) Ceará :
RJ: 63.707, (57.844 pagantes, 9 de julho de 2022, FFC 2 a 1).
CE: 51.137 (1 de junho de 2005, FFC 4 a 1).
29) Fortaleza :
RJ: 60.833, (57.045 pagantes, 17 de agosto de 2022, 2 a 2).
CE: 35.474 (34.474 pagantes, 7 de setembro de 2019, FFC 1 a 0).
- Contra maiores clubes estaduais da Região Sul do Brasil não listados acima:
Os outros quatro maiores vencedores do Campeonato Catarinense e o terceiro maior vencedor do Paraná em atividade, sendo o Ferroviário, Britânia, Palestra Itália, Colorado e Pinheiros, clubes que o formaram.
30) Figueirense :
RJ: 64.669 (63.557 pagantes, 30 de maio de 2007, 1 a 1).
SC: 22.784 (20.955 pagantes, 5 de novembro de 1975, 0 a 0).
31) Chapecoense :
RJ: 48.198 (46.981 pagantes, 9 de dezembro de 2021, FFC 3 a 0).
SC: 10.010 (9.481 pagantes, 22 de outubro de 2017, ACF 2 a 0).
32) Joinville :
RJ: 21.803 (19.185 pagantes, 9 de maio de 2015, FFC 1 a 0).
SC: 14.025 (29 de janeiro de 1978, 1 a 1).
33) Avaí :
RJ: 20.178 (19.098 pagantes, 27 de setembro de 2009, FFC 3 a 2).
SC: 12.731 (6 de abril de 1974, 2 a 2).
34) Paraná :
RJ: 36.451 (6 de maio de 2006, FFC 2 a 1).
PR: 23.185 (8 de outubro de 2005, PC 6 a 1).
- Contra maiores clubes do Estado de Goiás não listados acima:
Os outros três maiores vencedores do Campeonato Goiano.
35) Atlético Goianiense :
RJ: 27.859 (25.745 pagantes, 11 de junho de 2022, FFC 0 a 2).
GO: 20.870 (12 de outubro de 1986, FFC 2 a 0).
36) Vila Nova :
RJ: 17.618 (10.927 pagantes, 19 de abril de 2006, FFC 4 a 0).
GO: 38.712 (29.571 pagantes, 15 de novembro de 1979, 2 a 2).
37) Goiânia :
RJ: 13.427 (9 de setembro de 1999, FFC 3 a 0).
GO: 10.625 (25 de janeiro de 1976, GEC 1 a 0).
- Contra os maiores campeões estaduais da Região Norte do Brasil:
Os maiores vencedores do Campeonato Amazonense e do Campeonato Paraense, maiores estados da Região Norte.
38) Nacional :
RJ: 21.478 (12 de novembro de 1975, FFC 4 a 0).
AM: 19.360 (31 de outubro de 1973, 0 a 0).
39) Paysandu :
RJ: 19.057 (4 de abril de 1981, FFC 4 a 1).
PA: 60.000 (20 de setembro de 1998, PSC 2 a 0).
- Contra o maior campeão nacional do Distrito Federal:
Confronto contra o segundo maior vencedor do Campeonato Brasiliense, campeão do Campeonato Brasileiro Série B, do Campeonato Brasileiro Série C e vice-campeão da Copa do Brasil.
40) Brasiliense :
RJ: 35.793 (31.550 pagantes, 16 de maio de 2007, FFC 4 a 2).
DF: 25.172 (15 de maio de 2005, FFC 3 a 0).

## Em campeonatos nacionais e na Copa do Brasil
Exceto os jogos onde constam relacionados os públicos presentes e pagantes, a referência é apenas aos pagantes, partidas disputadas no Estádio do Maracanã, acima de 50.000 presentes.
1. Fluminense 1–1 Corinthians , 146.043, 5 de dezembro de 1976.
2. Fluminense 1–1 Atlético-MG , 132.000, 20 de dezembro de 1970 (112.403 pagantes).
3. Fluminense 0–0 Vasco , 128.781, 27 de maio de 1984.
4. Fluminense 0–0 Corinthians, 118.370, 20 de maio de 1984.
5. Fluminense 1–1 Flamengo  , 109.919, 7 de novembro de 1976.
6. Fluminense 0–2 Internacional , 97.908, 7 de dezembro de 1975.
7. Fluminense 1–0 Flamengo, 94.043, 30 de novembro de 1986.
8. Fluminense 0–0 Santos , 87.872, 26 de outubro de 1969.
9. Fluminense 0–2 Flamengo, 82.566, 4 de outubro de 2009 (78.409 pagantes).
10. Fluminense 1–1 Flamengo, 81.116, 22 de novembro de 1970.
11. Fluminense 1–1 Vasco, 80.473, 11 de maio de 1980.
12. Fluminense 0–1 Bragantino , 80.449, 26 de maio de 1991 (74.781 pagantes).
13. Fluminense 3–0 Flamengo, 80.080, 2 de novembro de 1975.
14. Fluminense 2–2 Vasco, 80.080, 22 de agosto de 2010 (66.757 pagantes).
15. Fluminense 3–2 Vasco, 75.157, 1 de fevereiro de 1989.
16. Fluminense 1–2 Flamengo, 75.048, 7 de abril de 1991.
17. Fluminense 2–0 Flamengo, 73.616, 7 de outubro de 2007 (61.042 pagantes).
18. Fluminense 1–1 Flamengo, 72.457, 5 de novembro de 2000 (47.490 pagantes).(*)
19. Fluminense 1–2 Grêmio , 69.115, 7 de abril de 1982.
20. Fluminense 1–0 Corinthians, 68.659, 1 de dezembro de 2002 (56.760 pagantes).
21. Fluminense 4–1 Flamengo, 68.531, 28 de setembro de 1969.
22. Fluminense 2–2 Corinthians, 68.158, 20 de maio de 2009 (64.533 pagantes).
23. Fluminense 0–1 Flamengo, 67.366, 10 de outubro de 1971.
24. Fluminense 1–0 Palmeiras , 66.884, 8 de novembro de 2009 (64.194 pagantes).
25. Fluminense 1–1 Flamengo, 66.876, 19 de abril de 1992.
26. Fluminense 5–1 Cruzeiro , 66.828, 11 de agosto de 2002 (59.866 pagantes).
27. Fluminense 1–1 Figueirense , 64.669, 30 de maio de 2007 (63.557 pagantes).
28. Fluminense 3–2 Vasco, 64.332, 12 de abril de 1981.
29. Fluminense 2–1 Ceará , 63.707, 9 de julho de 2022 (57.844 pagantes).
30. Fluminense 1–0 Vasco, 63.156, 24 de maio de 1984.
31. Fluminense 0–0 Flamengo, 61.649, 18 de maio de 1974.
32. Fluminense 3–0 São Caetano , 61.475, 24 de novembro de 2002 (54.937 pagantes).
33. Fluminense 2–2 Fortaleza , 60.833, 17 de agosto de 2022 (57.045 pagantes).
34. Fluminense 5–0 Coritiba , 60.385, 6 de maio de 1984.
35. Fluminense 2–2 Flamengo, 60.145, 31 de agosto de 2008  (56.074 pagantes).
36. Fluminense 1–1 Botafogo , 59.498, 18 de novembro de 1973.
37. Fluminense 0–1 Flamengo, 59.284, 16 de agosto de 2007 (49.828 pagantes).
38. Fluminense 3–0 Internacional, 59.056, 15 de agosto de 2010 (49.471 pagantes).
39. Fluminense 3–0 Vasco, 58.353, 14 de novembro de 1976.
40. Fluminense 2–2 Corinthians, 58.203, 24 de agosto de 2022 (54.366 pagantes).
41. Fluminense 4–2 Palmeiras, 58.073, 3 de dezembro de 1975.
42. Fluminense 0–1 Botafogo, 57.441, 23 de novembro de 1969.
43. Fluminense 0–1 São Caetano, 56.504, 26 de novembro de 2000 (38.040 pagantes). (*)
44. Fluminense 1–3 Flamengo, 55.999, 6 de setembro de 2015 (50.468 pagantes).
45. Fluminense 3–1 Vasco, 55.392, 1 de novembro de 1970.
46. Fluminense 4–0 Vitória , 55.083, 29 de novembro de 2009 (52.408 pagantes).
47. Fluminense 2–1 Atlético-PR , 55.030, 15 de novembro de 2009 (52.511 pagantes).
48. Fluminense 0–0 Flamengo, 59.295 presentes, 16 de maio de 2023 (54.362 pagantes).
49. Fluminense 2–5 Flamengo, 54.639, 4 de setembro de 2002 (53.697 pagantes).
50. Fluminense 1–0 Vasco, 53.745, 29 de janeiro de 1989.
51. Fluminense 2–0 Botafogo, 53.529, 23 de novembro de 1975.
52. Fluminense 1–2 Botafogo, 52.474, 19 de novembro de 1972.
53. Fluminense 1–1 Ipatinga , 51.172, 7 de novembro de 2008 (49.178 pagantes).
54. Fluminense 1–0 São Paulo , 50.669, 8 de fevereiro de 1987.
55. Fluminense 1–1 Vasco, 50.548, 2 de setembro de 2007 (40.871 pagantes).
56. Fluminense 1–0 Palmeiras, 50.421, 13 de dezembro de 1970.
57. Fluminense 3–2 Atlético-MG, 50.097, 11 de outubro de 2001 (24.875 pagantes). (*)
58. Fluminense 1–2 Vitória, 50.687, 3 de maio de 2014 (44.975 pagantes).
59. Fluminense 0–1 Palmeiras, 50.000, 16 de novembro de 1960.

(*) A grande diferença entre o público presente e o público pagante nestes jogos, explica-se porque a SUDERJ só considerou como público pagante os ingressos vendidos nas bilheterias, excluindo deste total, ingressos promocionais.
Por adversários
1. Flamengo : 17.
2. Vasco : 10.
3. Corinthians : 5
4. Botafogo  e Palmeiras : 4.
5. Atlético-MG , Internacional , São Caetano  e Vitória : 2.
6. Atlético-PR , Bragantino , Ceará , Coritiba , Cruzeiro , Figueirense , Grêmio , Ipatinga , Santos , São Paulo  e [[Fortaleza Esporte Clube|Fortaleza ]]: 1.

### Exceto confrontos estaduais
1. Fluminense 1–1 Corinthians , 146.043, 5 de dezembro de 1976.[2]
2. Fluminense 1–1 Atlético-MG , 132.000, 20 de dezembro de 1970 (112.403 pagantes).
3. Fluminense 0–0 Corinthians, 118.370, 20 de maio de 1984.
4. Fluminense 0–2 Internacional , 97.908, 7 de dezembro de 1975.
5. Fluminense 0–0 Santos , 87.872, 26 de outubro de 1969.
6. Fluminense 0–1 Bragantino , 80.449, 26 de maio de 1991 (74.781 pagantes).
7. Fluminense 1–2 Grêmio , 69.115, 7 de abril de 1982.
8. Fluminense 1–0 Corinthians, 68.659, 1 de dezembro de 2002 (56.760 pagantes).
9. Fluminense 2–2 Corinthians, 68.158, 20 de maio de 2009 (64.533 pagantes).
10. Fluminense 1–0 Palmeiras , 66.884, 8 de novembro de 2009 (64.194 pagantes).
11. Fluminense 5–1 Cruzeiro , 66.828, 11 de agosto de 2002 (59.866 pagantes).
12. Fluminense 1–1 Figueirense , 64.669, 30 de maio de 2007 (63.557 pagantes).
13. Fluminense 2–1 Ceará , 63.707, 9 de julho de 2022 (57.844 pagantes).
14. Fluminense 3–0 São Caetano , 61.475, 24 de novembro de 2002 (54.937 pagantes).
15. Fluminense 2–2 Fortaleza , 60.833, 17 de agosto de 2022 (57.045 pagantes).
16. Fluminense 5–0 Coritiba , 60.385, 6 de maio de 1984.
17. Fluminense 3–0 Internacional, 59.056, 15 de agosto de 2010 (49.471 pagantes).
18. Fluminense 2–2 Corinthians, 58.203, 24 de agosto de 2022 (54.366 pagantes).
19. Fluminense 4–2 Palmeiras, 58.073, 3 de dezembro de 1975.
20. Fluminense 0–1 São Caetano, 56.504, 26 de novembro de 2000 (38.040 pagantes).
21. Fluminense 4–0 Vitória , 55.083, 29 de novembro de 2009 (52.408 pagantes).
22. Fluminense 2–1 Atlético-PR , 55.030, 15 de novembro de 2009 (52.511 pagantes).
23. Fluminense 1–1 Ipatinga , 51.172, 7 de novembro de 2008 (49.178 pagantes).
24. Fluminense 1–0 São Paulo , 50.669, 8 de fevereiro de 1987.
25. Fluminense 1–0 Palmeiras, 50.421, 13 de dezembro de 1970.
26. Fluminense 3–2 Atlético-MG, 50.097, 11 de outubro de 2001 (24.875 pagantes).
27. Fluminense 1–2 Vitória, 50.687, 3 de maio de 2014 (44.975 pagantes).
28. Fluminense 0–1 Palmeiras, 50.000, 16 de novembro de 1960.

## Maiores públicos por ano noSéculo XXI
Exceto confrontos contra Flamengo, Vasco e Botafogo, e nos jogos onde não constam relacionados os públicos presentes e pagantes a referência é apenas aos pagante, todos os jogos disputados no Estádio do Maracanã, exceto os dois apontados. Temporadas nas quais o Fluminense disputou o Campeonato Brasileiro com o Maracanã totalmente fechado: 2005, 2011 e 2012, fechado para o público em 2020; fechado na maior parte da temporada em 2010, em 10 das 19 rodadas com mando de campo, e 2016, usado em apenas 2 das 19 rodadas por estar cedido para o Comitê Olímpico. Em função da controvérsia teórica se o Século XXI começaria em 2000 ou em 2001, aplicou-se o período maior.
2000: Fluminense 0–1 São Caetano .56.504, Campeonato Brasileiro, 26 de novembro de 2000 (38.040 pagantes)
2001: Fluminense 3–2 Atlético Mineiro , 50.097, Campeonato Brasileiro, 11 de outubro de 2001 (24.875 pagantes).
2002: Fluminense 1–0 Corinthians , 68.659, Campeonato Brasileiro, 1 de dezembro de 2002 (56.760 pagantes).
2003: Fluminense 1–0 Juventude , 32.163, Campeonato Brasileiro, 14 de dezembro de 2003 (31.076 pagantes).
2004: Fluminense 2–1 Madureira , 39.070, Campeonato Carioca, 25 de janeiro de 2004 (37.257 pagantes).
2005: Fluminense 3–1 Volta Redonda , 70.830, Campeonato Carioca, 17 de abril de 2005 (63.762 pagantes).
2006: Fluminense 2–1 Paraná, 36.451 , Campeonato Brasileiro, 6 de maio de 2006.
2007: Fluminense 1–1 Figueirense , 64.669, Copa do Brasil, 30 de maio de 2007 (63.557 pagantes).
2008: Fluminense 3–1 LDU Quito , 86.027, Copa Libertadores, 2 de julho de 2008 (78.918 pagantes).
2009: Fluminense 3–0 LDU Quito , 69.565, Copa Sul-Americana, 2 de dezembro de 2009 (65.822 pagantes).
2010: Fluminense 3–0 Internacional , 59.056, Campeonato Brasileiro, 15 de agosto de 2010 (49.471 pagantes).
2011: Fluminense 1-2 América Mineiro , 40.232, Campeonato Brasileiro, 12 de novembro de 2011, Engenhão (35.194 pagantes).
2012: Fluminense 1–1 Boca Juniors , 36.276, Copa Libertadores, 23 de maio de 2012, Engenhão (31.280 pagantes).
2013: Fluminense 2–2 Atlético Mineiro , 44.694, Campeonato Brasileiro, 30 de novembro de 2013 (38.779 pagantes).
2014: Fluminense 1–2 Vitória , 50.687, Campeonato Brasileiro, 3 de maio de 2014 (44.975 pagantes).
2015: Fluminense 2–1 Palmeiras , 34.895, Copa do Brasil, 21 de outubro de 2015 (31.881 pagantes).
2016: Fluminense 1–1 Atlético Paranaense , 43.691, Campeonato Brasileiro, 15 de novembro de 2016  (39.877 pagantes).
2017: Fluminense 1–0 LDU Quito , 45.977, Copa Sul-Americana, 14 de setembro de 2017 (42.270 pagantes).
2018: Fluminense 2–0 Deportivo Cuenca , 39.157, Copa Sul-Americana, 4 de outubro de 2018 (36.902 pagantes).
2019: Fluminense 1–1 Corinthians , 57.703, Copa Sul-Americana, 29 de agosto de 2019 (53.237 pagantes).
2020: Fluminense 1–1 Unión La Calera , 17.771, Copa Sul-Americana, 4 de fevereiro de 2020 (16.528 pagantes).
2021: Fluminense 3–0 Chapecoense, 48.198 , Campeonato Brasileiro, 9 de dezembro de 2021 (46.981 pagantes).
2022: Fluminense 2–1 Ceará , 63.707, Campeonato Brasileiro, 9 de julho de 2022 (57.844 pagantes).

## Contra clubes doRJque nunca foram campeões cariocas
- Aonde não constam públicos pagantes e presentes, a referência é aos pagantes, acima de 25.000 presentes, não inclui rodadas duplas, todos os jogos válidos pelo Campeonato Carioca e disputados no Estádio do Maracanã.[14]

1. Fluminense 3–1 Volta Redonda ( Volta Redonda), 70.830, 17 de abril de 2005 (63.762 pagantes).
2. Fluminense 7–0 Volta Redonda ( Volta Redonda), 46.874, 18 de março de 2023 (43.550 pagantes).
3. Fluminense 3–4 Volta Redonda ( Volta Redonda), 43.293, 10 de abril de 2005 (37.955 pagantes).
4. Fluminense 2–0 Madureira ( Rio de Janeiro), 40.302, 12 de dezembro de 1959 (34.795 pagantes).
5. Fluminense 2–1 Madureira ( Rio de Janeiro), 39.070, 25 de janeiro de 2004 (37.257 pagantes).
6. Fluminense 2–1 Americano ( Campos dos Goytacazes), 35.579, 14 de fevereiro de 2004 (30.845 pagantes).
7. Fluminense 2–0 Campo Grande ( Rio de Janeiro), 32.987, 22 de outubro de 1980.
8. Fluminense 2–0 Cardoso Moreira ( Cardoso Moreira), 32.622, 19 de janeiro de 2008 (24.811 pagantes).
9. Fluminense 1–0 Olaria ( Rio de Janeiro), 31.282, 26 de agosto de 1962 (28.546 pagantes).
10. Fluminense 1–0 Campo Grande ( Rio de Janeiro), 27.371, 5 de agosto de 1962 (23.459 pagantes).
11. Fluminense 3–1 Americano ( Campos dos Goytacazes), 26.663, 27 de junho de 2002 (23.042 pagantes).
12. Fluminense 2–0 Goytacaz ( Campos dos Goytacazes), 26.109, 27 de agosto de 1983.
13. Fluminense 3–1 Macaé ( Macaé), 25.841, 15 de março de 2009 (24.046 pagantes).

Por adversários
1. Volta Redonda: 3.
2. Americano, Campo Grande e Madureira: 2.
3. Cardoso Moreira, Goytacaz, Macaé e Olaria: 1.

## Contra outros clubes do RJ
- Maior público contra clubes não citados anteriormente nesse artigo, e aonde não constarem os públicos pagantes e presentes, a referência é aos pagantes, acima de 15.000 presentes; não inclui rodadas duplas, todos os jogos válidos pelo Campeonato Carioca e disputados no Estádio do Maracanã.[2]

Contra o Bonsucesso
1. Fluminense 1–1 Bonsucesso ( Rio de Janeiro), 24.832, 29 de março de 1969.

Contra o Canto do Rio
1. Fluminense 5–0 Canto do Rio ( Niterói), 24.512, 15 de novembro de 1957 (20.411 pagantes).

Contra o São Cristóvão
1. Fluminense 5–0 São Cristóvão ( Rio de Janeiro), 16.752, 7 de julho de 1963.

Contra a Portuguesa
1. Fluminense 3–0 Portuguesa ( Rio de Janeiro), 23.866, 25 de fevereiro de 2023.

## NoEstádio de Laranjeiras
- Públicos pagantes confirmados que não incluíam os sócios do Fluminense, em jogos desse clube.[15]

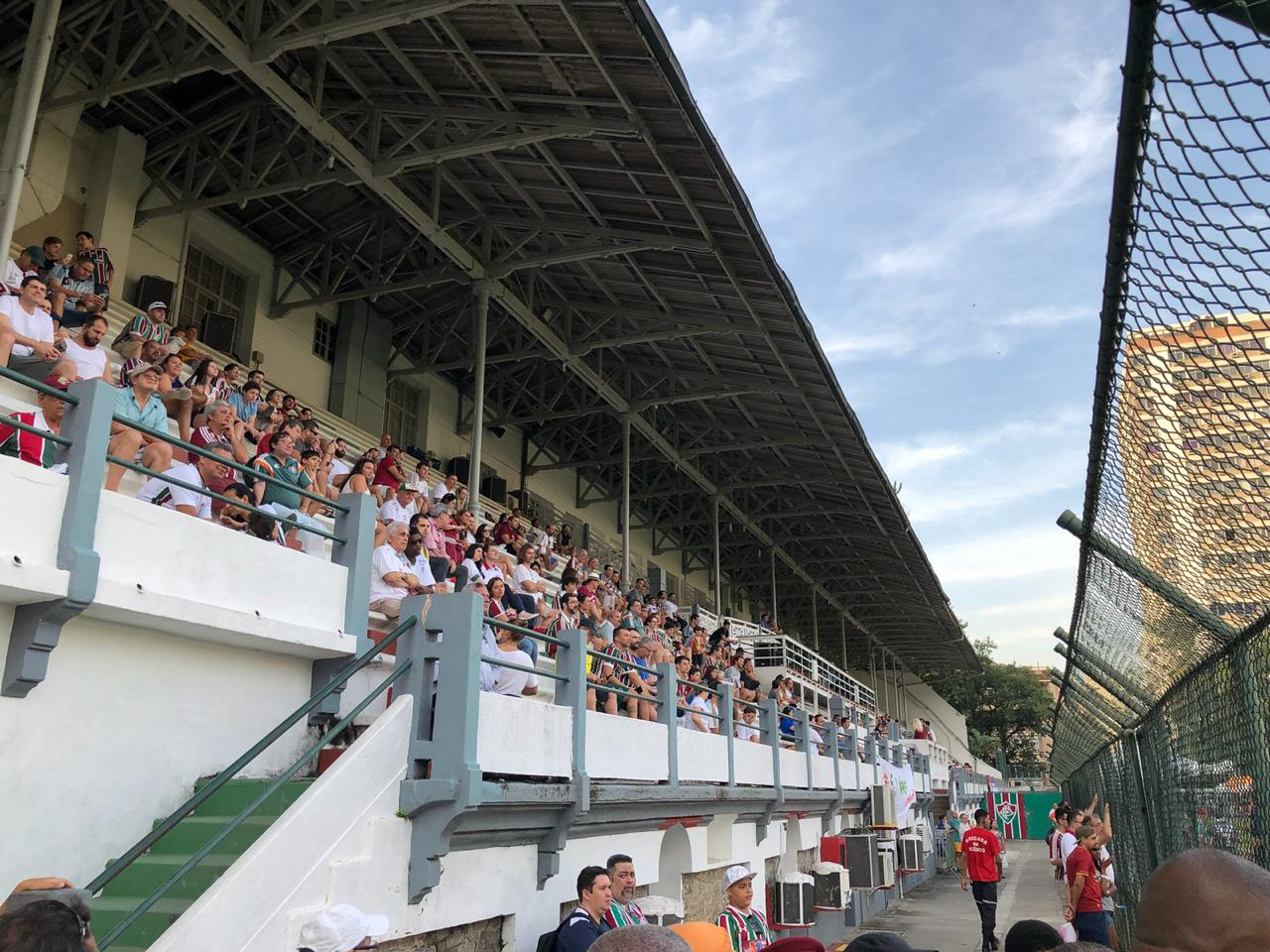
Torcida na Tribuna em jogo festivo no aniversário do clube em 2016.

1. 25.718, Fluminense 3–1 Flamengo, Campeonato Carioca, 14 de junho de 1925
2. 22.476, Fluminense 1–2 Vasco, Campeonato Carioca, 17 de maio de 1925
3. 21.913, Fluminense 2–1 Vasco, Campeonato Carioca, 23 de maio de 1926
4. 21.783, Fluminense 5–1 Vasco, Campeonato Carioca, 22 de novembro de 1925
5. 21.191, Fluminense 2–5 Flamengo, Campeonato Carioca, 1 de setembro de 1946
6. 20.799, Fluminense 1–3 Vasco, Campeonato Carioca, 2 de setembro de 1945
7. 20.149, Fluminense 1–0 America, Campeonato Carioca, 27 de outubro de 1946
8. 19.936, Fluminense 2–2 Flamengo, Campeonato Carioca, 14 de maio de 1939
9. 19.804, Fluminense 1–0 Flamengo, Campeonato Carioca, 22 de novembro de 1937
10. 19.755, Fluminense 2–1 Vasco, Campeonato Carioca, 2 de setembro de 1944
11. 19.702, Fluminense 2–5 Flamengo, Campeonato Carioca, 20 de novembro de 1938
12. 19.125, Fluminense 2–2 Flamengo, Torneio Aberto, 16 de agosto de 1936
13. 18.982, Fluminense 3–5 Vasco, Campeonato Carioca, 7 de agosto de 1949
14. 18.667, Fluminense 2–3 São Cristóvão, Amistoso, 10 de jullho de 1929
15. 18.599, Fluminense 4–2 Flamengo, Campeonato Carioca, 19 de outubro de 1941
16. 18.153, Fluminense 0–2 Vasco, Campeonato Carioca, 5 de dezembro de 1948
17. 18.061, Fluminense 2–3 Vasco, Campeonato Carioca, 3 de novembro de 1946
18. 17.894, Fluminense 1–1 Flamengo, Campeonato Carioca, 29 de agosto de 1948
19. 17.811, Fluminense 0–0 Flamengo, Campeonato Carioca, 19 de agosto de 1944
20. 17.638, Fluminense 4–1 Vasco, Torneio Municipal, 19 de junho de 1946

- Jogos com públicos presentes estimados pela imprensa e número de pagantes desconhecidos.

40.000, Fluminense 4–1 Sporting, Amistoso, 15 de julho de 1928
40.000, Fluminense 4–2 Botafogo, Amistoso, 25 de julho de 1929
30.000, Fluminense 4–0 Flamengo, Campeonato Carioca, 21 de dezembro de 1919
30.000, Fluminense 3–1 Vasco, Campeonato Carioca, 7 de maio de 1933
25.000, Fluminense 0–1 Paulistano, Amistoso, 14 de julho de 1925
25.000, Fluminense 0–1 Ferencváros, Amistoso, 21 de junho de 1931
20.000, Fluminense 0–2 America, Campeonato Carioca, 17 de junho de 1928
20.000, Fluminense 4–2 Grêmio, Taça Brasil, 19 de outubro de 1960

## Maiores médias por competição
Maior média de público em campeonatos intercontinentais (RJ): 48.797 (37.541 pagantes, Copa Rio, 1952).
Maior média de público na Copa Libertadores da América (RJ): 52.801 (49.011 pagantes, 2008).
Maior média de público na Copa Sul-Americana (RJ): 29.357 (27.318 pagantes, 2009).
Maior média de público no Campeonato Brasileiro (RJ): 43.541 pagantes (1976).
Maior média de público no Torneio Roberto Gomes Pedrosa (RJ): 40.990 pagantes (1970).
Maior média de público na Taça Brasil (RJ): 22.279 pagantes (1966).
Maior média de público na Copa do Brasil (RJ): 27.123 pagantes (2007).
Maior média de público no Torneio Rio-São Paulo (RJ): 33.018 pagantes (1960).
Maior média de público no Campeonato Carioca: 47.814 pagantes (1969, todos os estádios).
Maior média de público no Campeonato Carioca no Estádio do Maracanã: 93.560 pagantes (1969, 10 jogos).

## Médias em campeonatos brasileiros
Públicos pagantes, jogos com mando de campo, que não incluem confrontos disputados no Maracanã com mandos de campo de outros clubes cariocas, em geral com grande presença da Torcida Tricolor, cabe ressaltar. Também considerados os públicos não pagantes nos jogos do Maracanã, as médias abaixo poderiam ser até cerca de 20% maiores, dado o grande número de gratuidades neste estádio para cumprir a legislação estadual.
 Campeonato Brasileiro Série A
 Campeonato Brasileiro Série B
 Campeonato Brasileiro Série C
 O Fluminense teve a melhor média de público do Campeonato Brasileiro em 1970, 2000 e 2002.
Em Vermelho, o ano em que o Fluminense disputou o primeira divisão.
Em Verde, o ano em que o Fluminense disputou o segunda divisão.
Em Amarelo, o ano em que o Fluminense disputou o terceira divisão.
(*) Temporadas nas quais o Fluminense disputou o Campeonato Brasileiro com o Maracanã totalmente fechado (2005, 2011 e 2012), com a maior parte de sua capacidade interditada (1999) ou fechado na maior parte da temporada (2010, fechado em 10 das 19 rodadas com mando de campo, e 2016, usado em apenas 2 das 19 rodadas por estar cedido para o Comitê Olímpico), em 2020 sem público por conta da Pandemia de COVID-19.
 A média de 1984 inclui duas partidas em São Januário e uma em Moça Bonita; no Maracanã foi de 48.236 pagantes.